# Área de Proteção Ambiental da Bacia do Rio Descoberto
A Área de Proteção Ambiental da Bacia do Rio Descoberto, é uma área protegida na bacia do rio Descoberto, que fornece grande parte do abastecimento de água para o Distrito Federal, Brasil.

## Localização
A área de proteção ambiental tem território distribuído pelas regiões administrativas de Gama, Recanto das Emas, Samambaia, Ceilândia e Brazlândia, no Distrito Federal, e pelos municípios de Padre Bernardo e Águas Lindas de Goiás, em Goiás.  Estende-se a oeste do Parque Nacional de Brasília e inclui a Floresta Nacional de Brasília, o Reservatório da Barragem do Descoberto e o Parque Estadual do Descoberto.  O rio Descoberto, que se origina nos riachos Barracão e Capão da Onça, na região administrativa de Brazlândia, é represado para formar o reservatório de Descoberto, que fornece 60% da água utilizada pelo Distrito Federal. 

## Administração
A área protegida, que abrange 41 064 hectares (100 000 acre(s)s), foi criada em 7 de novembro de 1983. Ela contém exemplos do bioma Cerrado. É administrado pelo Instituto Chico Mendes de Conservação da Biodiversidade.  A área contém alguma ocupação humana.  É a categoria de área protegida V da IUCN (paisagem protegida / vista do mar). O objetivo é proteger a diversidade biológica, controlar a ocupação humana e garantir o uso sustentável dos recursos naturais. 